# Sozialfigur
Als Sozialfigur wird in Soziologie, Sozialgeschichte und Kulturgeschichte der Idealtyp einer zeitgebundenen historischen Gestalt bezeichnet, anhand derer ein spezifischer Blick auf die jeweilige Gesellschaft geworfen werden kann.

## Definition und Abgrenzung
Eine Sozialfigur ist, laut Stephan Moebius und Markus Schroer, nicht identisch mit dem, was in der Soziologie der Fachbegriff Soziale Rolle meint. Soziale Rollen werden vom Einzelnen häufig gewechselt und teilweise gleichzeitig übernommen. Sie lassen sich jeweils einer Sphäre des Sozialen zuordnen. Sozialfiguren sind dagegen sphärenübergreifend. Für Sozialfiguren ist typisch, „dass sie zwar aus verschiedenen Feldern stammen, ihrer Tätigkeiten sich aber mehr und mehr verselbstständigen: Beraten, managen, spekulieren – das sind Tätigkeiten, die zu Praktiken geworden sind, die ihr angestammtes Feld längst verlassen haben, um durch die gesamte Gesellschaft zu vagabundieren.“
Roland Girtler mag dieser eindeutigen Abgrenzung zur sozialen Rolle nicht folgen und bezeichnet Sozialfiguren als „Rollenbilder oder Typen, wie sie in der gegenwärtigen historischen Situation zur Buntheit des Alltags gehören“ und „die in der ‚Gegenwart‘ die Interessen und Hoffnungen der Zeitgenossen zu beeinflussen scheinen.“ Andere Autoren, wie der Kulturwissenschaftler Max Fuchs, übernehmen die Definition von Moebius und Schroer.

## Beispielhafte Sozialfiguren
Mittelalterliche Sozialfiguren sind zum Beispiel Bauer, Städter, Künstler, Mönch. Eine Sozialfigur des 19. Jahrhunderts ist der Junker. Sozialfiguren des 20. Jahrhunderts sind unter anderen Spontis, Tramps, Intellektuelle und Bonzen. Sozialfiguren der Gegenwart sind neben anderen der Berater, der Fan, der Flüchtling, der Single, der Therapeut, der Voyeur und der Wutbürger. Auch der Pfandsammler wird als zeitgenössische Sozialfigur genannt. Dazu kommen der Nerd und die jungen Alten. Der Heimkehrer war in den Jahren nach dem Zweiten Weltkrieg eine vielgenannte Sozialfigur, aktuell werden mit ihr Rückkehrer in das Gebiet der ehemaligen DDR beschrieben.